# 1245 Calvinia
1245 Calvinia este un asteroid din centura principală, descoperit pe 26 mai 1932 de Cyril Jackson.